# Bracon curtus
Bracon curtus är en stekelart som först beskrevs av Léon Abel Provancher 1886.  Bracon curtus ingår i släktet Bracon och familjen bracksteklar. Inga underarter finns listade.